# بیل لوکت
بیل لوکت (انگلیسی: Bill Luckett; ۶ سپتامبر ۱۹۰۳ – ۵ ژوئیهٔ ۱۹۸۵) بازیکن فوتبال اهل بریتانیا بود.
از باشگاه‌هایی که در آن بازی کرده‌است می‌توان به باشگاه فوتبال کاوز اسپورتز و باشگاه فوتبال ساوت‌همپتون اشاره کرد.